# アメリカ国家科学賞受賞者の一覧
アメリカ国家科学賞受賞者の一覧（アメリカこっかかがくしょうじゅしょうしゃのいちらん）では、アメリカ国家科学賞（National Medal of Science）の受賞者を、学術の分野別、年代順に羅列する。

## 行動・社会科学
- 1964年 - ロジャー・アダムス(Roger Adams)、オスマー・アマン(Othmar H. Ammann)、テオドシウス・ドブジャンスキー、ソロモン・レフシェッツ、ニール・エルガー・ミラー(Neal Elgar Miller)、ハーストン・モース(H. Marston Morse)、マーシャル・ニーレンバーグ
- 1986年 - ハーバート・サイモン
- 1987年 - アン・アナスタシ(Anne Anastasi)、ジョージ・スティグラー
- 1988年 - ミルトン・フリードマン
- 1989年 - ロジャー・スペリー
- 1990年 - レオニード・ハーヴィッツ、パトリック・サップス
- 1991年 - ロバート・ケイツ(Robert W. Kates)、ジョージ・ミラー
- 1992年 - エレノア・ギブソン(Eleanor J. Gibson)
- 1994年 - ロバート・キング・マートン
- 1995年 - ロジャー・シェパード
- 1996年 - ポール・サミュエルソン
- 1997年 - ウィリアム・エステス（William Kaye Estes)
- 1998年 - ウィリアム・ジュリアス・ウィルソン（William Julius Wilson)
- 1999年 - ロバート・ソロー
- 2000年 - ゲーリー・ベッカー
- 2001年 - ジョージ・ベース（George F. Bass)
- 2003年 - ダンカン・ルース
- 2004年 - ケネス・アロー
- 2005年 - en:Gordon H. Bower
- 2008年 - Michael I. Posner
- 2009年 - en:Mortimer Mishkin
- 2011年 - en:Anne Treisman
- 2012年 - ロバート・アクセルロッド
- 2014年 - アルバート・バンデューラ
- 2022年 - en:Huda Akil、en:Shelley E. Taylor
- 2025年 - en:Larry Bartels

## 生物学
- 1963年 - コーネリアス・ヴァン・ニール
- 1965年 - ペイトン・ラウス、ジョージ・ゲイロード・シンプソン、ドナルド・バン・スライク（en:Donald Van Slyke）
- 1966年 - エドワード・ニップリング（en:Edward F. Knipling）、フリッツ・アルベルト・リップマン、ウィリアム・ローズ（en:William Cumming Rose）、シューアル・ライト
- 1967年 - ケネス・コール（en:Kenneth Stewart Cole）、ハリー・フレデリック・ハーロー、マイケル・ハイデルバーガー（en:Michael Heidelberger）、アルフレッド・ヘンリー・スターティヴァント
- 1968年 - ホーラス・バーカー（en:Horace Barker）、ベルナルド・ブロディー（en:Bernard Beryl Brodie）、デトレブ・ブロンク（en:Detlev Bronk）、ジェイ・ラッシュ, バラス・スキナー
- 1969年 - ロバート・ヒューブナー（en:Robert Huebner）、エルンスト・マイヤー
- 1970年 - バーバラ・マクリントック、アルバート・サビン
- 1973年 - ダニエル・アーノン（en:Daniel I. Arnon）、エール・サザランド
- 1974年 - ブリトン・チャンス、エルヴィン・シャルガフ、ジェームス・バン・ガンディア・ニール（en:James V. Neel）、ジェームス・オーガスティン・シャノン（en:James A. Shannon）
- 1975年 - ハロウェル・デービス（en:Hallowell Davis）、ポール・ギョージー（en:Paul Gyorgy）、スターリング・ブラウン・ヘンドリクス（en:Sterling B. Hendricks）、オービル・アルビン・ヴォーゲル（en:Orville Vogel）
- 1976年 - ロジェ・ギルマン、ケイス・ロバーツ・ポーター（en:Keith R. Porter）、エフラミン・ラッカー（en:Efraim Racker）、エドワード・オズボーン・ウィルソン
- 1979年 - ロバート・ビュリス（en:Robert H. Burris）、エリザベス・クロズビィ（en:Elizabeth C. Crosby）、アーサー・コーンバーグ、セベロ・オチョア、アール・リース・スタッドマン（en:Earl Reece Stadtman）、ジョージ・レドヤード・ステビンズ、ポール・ワイス
- 1981年 - フィリップ・ハンドラー（en:Philip Handler）
- 1982年 - シーモア・ベンザー、グレン・バートン（en:Glenn W. Burton）、ミルドレッド・コーン（en:Mildred Cohn）
- 1983年 - ハワード・バックラッシュ（en:Howard Bachrach）、ポール・バーグ、ウェンデル・ローロフス、ベルタ・シャラー（en:Berta Scharrer）
- 1986年 - スタンリー・コーエン, ドナルド・ヘンダーソン（en:Donald Henderson）、ヴァーノン・マウントキャスル、ジョージ・エミール・パラーデ、ジョーン・A・スタイツ
- 1987年 - マイケル・デバキー（en:Michael DeBakey）、セオドール・ディーナー、ハリー・イーグル（en:Harry Eagle）、ハー・ゴビンド・コラナ、リータ・レーヴィ＝モンタルチーニ
- 1988年 - マイケル・ブラウン、スタンリー・ノーマン・コーエン、ジョーゼフ・ゴールドスタイン、モーリス・ヒルマン、エリック・カンデル、ロサリン・ヤロー
- 1989年 - キャサリン・エソー、ビクター・ハンバーガー（en:Viktor Hamburger）、フィリップ・レダー、ジョシュア・レーダーバーグ、ハーランド・ウッド（en:Harland G. Wood）
- 1990年 - バルフ・ベナセラフ、ハーバート・ボイヤー、ダニエル・コッシュランド・ジュニア（en:Daniel E. Koshland Jr.）、エドワード・ルイス、デヴィッド・ネーサン（en:David G. Nathan）、エドワード・ドナル・トーマス
- 1991年 - マリー・エレン・アベリー（en:Mary Ellen Avery）、ジョージ・イヴリン・ハッチンソン、エルビン・カバット（en:Elvin A. Kabat）、サルバドール・エドワード・ルリア、ポール・マークス（Paul Marks）、フォルク・スクーグ（en:Folke K. Skoog）、ポール・ザメニック（en:Paul Zamecnik）
- 1992年 - マクシン・シンガー（en:Maxine Singer）、ハワード・マーティン・テミン
- 1993年 - ダニエル・ネイサンズ、サロメ・ウェルシ（en:Salome Gluecksohn-Waelsch）
- 1994年 - トーマス・エイズナー（en:Thomas Eisner）、エリザベス・ニューフェルド
- 1995年 - アレクサンダー・リッチ
- 1996年 - ルース・パトリック
- 1997年 - ジェームズ・ワトソン、ロバート・ワインバーグ
- 1998年 - ブルース・エイムス、ジャネット・ラウリー
- 1999年 - デビッド・ボルティモア、ジャレド・ダイアモンド、リン・マーギュリス
- 2000年 - ナンシー・C・アンドレアセン、ピーター・ハミルトン・レーブン、カール・ウーズ
- 2001年 - フランシスコ・J・アヤラ、マリオ・カペッキ、アン・グレイビエル（en:Ann Graybiell）、ジーン・ライケンス（en:Gene Likens）、ビクター・マクシック（en:Victor A. McKusick）、ハロルド・ヴァーマス
- 2002年 - ジェームス・ダーネル（en:James E. Darnell）、エベリン・ウィトキン
- 2003年 - J・マイケル・ビショップ、ソロモン・スナイダー、チャールズ・ヤノフスキー
- 2004年 - ノーマン・ボーローグ、フィリップ・シャープ、トーマス・スターツル
- 2005年 - アンソニー・ファウチ、トルステン・ウィーセル
- 2006年 - en:Rita  R. Colwell、en:Nina Fedoroff、en:Lubert Stryer
- 2007年 - ロバート・レフコウィッツ、en:Bert W. O'Malley
- 2008年 - フランシス・コリンズ、エレイン・フックス、クレイグ・ヴェンター
- 2009年 - スーザン・リンドキスト、スタンリー・B・プルシナー
- 2010年 - en:Ralph L. Brinster、ルドルフ・イエーニッシュ
- 2011年 - ルーシー・シャピロ、リロイ・フッド、en:Sallie Chisholm
- 2013年 - en:May Berenbaum、en:Bruce Alberts
- 2014年 - en:Stanley Falkow、en:Rakesh K. Jain、メアリー＝クレア・キング、サイモン・アッシャー・レヴィン
- 2022年 - Huda Akil, Eve Marder, Gregory Petsko, Gebisa Ejeta
- 2025年 - ボニー・バスラー、en:Angela Belcher、en:Helen Blau、en:Emery N. Brown、en:G. David Tilman、en:Teresa Woodruff

## 化学
- 1982年 - フランク・アルバート・コットン、ギルバート・ストーク
- 1983年 - ロアルド・ホフマン 、ジョージ・ピメンテル (George C. Pimentel)、リチャード・ゼア
- 1986年 - ハリー・グレイ、李遠哲、カール・マーベル (Carl S. Marvel)、フランク・ウェストハイマー (en:Frank Westheimer)
- 1987年 - ウィリアム・S・ジョンソン (William S. Johnson)、ウォルター・ストックマイヤー (Walter H. Stockmayer)、マックス・ティシュラー
- 1988年 - ウィリアム・ベーカー (en:William O. Baker)、コンラート・ブロッホ、イライアス・コーリー
- 1989年 - リチャード・バーンシュタイン (en:Richard Barry Bernstein)、メルヴィン・カルヴィン、ルドルフ・マーカス 、ハーデン・マコーネル (en:Harden M. McConnell)
- 1990年 - エルカン・ブラウト、カール・オーガスト・フロカース (en:Karl August Folkers)、ジョン・D・ロバーツ
- 1991年 - ロナルド・ブレスロー (Ronald Breslow)、ガートルード・エリオン、ダドリー・ハーシュバック、グレン・シーボーグ
- 1992年 - ハワード・シモンズ・ジュニア
- 1993年 - ドナルド・クラム、ノーマン・ハッカーマン
- 1994年 - ジョージ・ハモンド
- 1995年 - トーマス・チェック、イザベラ・カール (en:Isabella Karle)
- 1996年 - ノーマン・デビッドソン (Norman Davidson)
- 1997年 - ダーリーン・ホフマン (en:Darleane C. Hoffman)、ハロルド・ジョンストン (en:Harold S. Johnston)
- 1998年 - ジョン・カーン (John W. Cahn)、ジョージ・M・ホワイトサイズ
- 1999年 - スチュアート・ライス (Stuart A. Rice)、ジョン・ロス (John Ross)、スーザン・ソロモン
- 2000年 - ジョン・バルデシュヴィーラー (en:John D. Baldeschwieler)、ラルフ・ヒルシュマン (en:Ralph F. Hirschmann)
- 2001年 - エルンスト・デビッドソン 、ガボール・ソモライ
- 2002年 - ジョン・ブラウマン (en:John Isaiah Brauman)
- 2004年 - スティーブン・リパード
- 2005年 - トビン・マークス
- 2006年 - en:Marvin H. Caruthers、en:Peter Dervan
- 2007年 - モスタファ・エル＝サイエド
- 2008年 - en:Joanna S. Fowler、ジョアン・スタビー
- 2009年 - en:Stephen J. Benkovic、en:Marye Anne Fox
- 2010年 - ジャクリン・バートン、en:Peter J. Stang
- 2011年 - アラン・バード、en:M. Frederick Hawthorne
- 2013年 - en:Judith P. Klinman、en:Jerrold Meinwald
- 2014年 - ポール・アリヴィサトス、en:Geraldine Richmond
- 2025年 - en:Richard Lawrence Edwards

## 工学
- 1962年 - セオドア・フォン・カルマン
- 1963年 - ヴァネヴァー・ブッシュ、ジョン・R・ピアース
- 1964年 - チャールズ・ドレーパー
- 1965年 - ヒュー・ドライデン、クラレンス・ジョンソン、ウォーレン・ルイス（en:Warren K. Lewis）
- 1966年 - クロード・シャノン
- 1967年 - エドウィン・ハーバード・ランド、イーゴリ・シコールスキイ
- 1968年 - ジョン・プレスパー・エッカート、ネイサン・モーティモア・ニューマーク
- 1969年 - ジャック・キルビー
- 1970年 - ジョージ・ミューラー（George E. Mueller）
- 1973年 - ハロルド・エジャートン、リチャード・ウィットコンブ（en:Richard T. Whitcomb）
- 1974年 - ルドルフ・コンフナー、ラルフ・ブラゼルトン・ペック（en:Ralph Brazelton Peck）、アベル・ウォルマン（en:Abel Wolman）
- 1975年 - マンソン・ベネディクト（en:Manson Benedict）、ウイリアム・ヘイワード・ピカリング、フレデリック・ターマン、ヴェルナー・フォン・ブラウン
- 1976年 - モーリス・コーエン（Morris Cohen）、ピーター・ゴールドマーク（en:Peter Carl Goldmark）、アーウィン・ミュラー（en:Erwin Wilhelm Müller）
- 1979年 - エメット・レイス、レイモンド・ミンドリン（en:Raymond D. Mindlin）、ロバート・ノイス、アール・パーカー（en:Earl R. Parker）、サイモン・ラモ（en:Simon Ramo）
- 1982年 - エド・ハイネマン、ドナルド・カッツ（en:Donald L. Katz）
- 1983年 - ウィリアム・ヒューレット、ジョージ・ロウ（en:George Low）、ジョン・ジョージ・トランプ
- 1986年 - ハンス・ウルフギャング・リープマン（en:Hans W. Liepmann）、林同炎（en:Tung-Yen Lin）、バーナード・オリバー
- 1987年 - ロバート・バード、ボルトン・シード（en:Harry Bolton Seed）、アーンスト・ウェバー（Ernst Weber）
- 1988年 - ダニエル・C・ドラッカー、ウィリス・ホーキンズ（en:Willis Hawkins）、ジョージ・ホーズナー（en:George W. Housner）
- 1989年 - ハリー・ジョージ・ドリッカマー（en:Harry George Drickamer）、ハーバート・グリアー（en:Herbert E. Grier）
- 1990年 - ミルドレッド・ドレッセルハウス、ニック・ホロニアック
- 1991年 - ジョージ・ヘイルメイヤー（en:George H. Heilmeier）、ルナ・レオポルド、ガイフォード・スティーバー（en:Guyford Stever）
- 1992年 - カルビン・クエート（en:Calvin Quate）、ジョン・ロイ・ウィナリー（en:John Roy Whinnery）
- 1993年 - アルフレッド・チョー
- 1994年 - レイ・クロフ（en:Ray William Clough）
- 1995年 - ヘルマン・ハース（en:Hermann A. Haus）
- 1996年 - ジェームス・フラナガン、クマー・パテル（en:C. Kumar N. Patel）
- 1998年 - エリ・ラッケンステイン（en:Eli Ruckenstein）
- 1999年 - ケネス・スティーブンズ
- 2000年 - ユアン・チェン・ファング（en:Yuan-Cheng Fung）
- 2001年 - アンドレース・アクリヴォス（en:Andreas Acrivos）
- 2002年 - レオ・ベラネック
- 2003年 - ジョン・プラウスニッツ（en:John Prausnitz）
- 2004年 - エドウィン・ライトフット（en:Edwin N. Lightfoot）
- 2005年 - en:Jan D. Achenbach
- 2006年 - ロバート・ランガー
- 2007年 - デービッド・ワインランド、アンドリュー・ビタビ
- 2008年 - ルドルフ・カルマン
- 2009年 - アムノン・ヤリーヴ
- 2010年 - en:Shu Chien
- 2011年 - ジョン・グッドイナフ
- 2012年 - en:Thomas Kailath
- 2022年 - en:Subra Suresh
- 2025年 - en:John Dabiri

## 数学
- 1963年 - ノーバート・ウィーナー
- 1965年 - オスカー・ザリスキ
- 1966年 - ジョン・ウィラード・ミルナー
- 1967年 - ポール・コーエン
- 1968年 - イェジ・ネイマン
- 1969年 - ウィリアム・フェラー（en:William Feller）
- 1970年 - リチャード・ブラウアー（en:Richard Brauer）
- 1973年 - ジョン・テューキー
- 1974年 - クルト・ゲーデル
- 1975年 - ジョン・バッカス、陳省身、ジョージ・ダンツィグ
- 1976年 - カート・オット・フリードリックス（en:Kurt Otto Friedrichs）、ハスラー・ウィットニー（en:Hassler Whitney）
- 1979年 - ジョセフ・ドゥーブ（en:Joseph L. Doob）、ドナルド・クヌース
- 1982年 - マーシャル・ストーン
- 1983年 - ハーマン・ゴールドスタイン、イサドール・シンガー
- 1986年 - ピーター・ラックス、アントニー・ジグマンド（en:Antoni Zygmund）
- 1987年 - ラウル・ボット、マイケル・フリードマン
- 1988年 - ラルフ・ゴモリー（en:Ralph E. Gomory）、ジョセフ・ケラー
- 1989年 - サミュエル・カーリン（en:Samuel Karlin）、ソーンダース・マックレーン、ドナルド・スペンサー
- 1990年 - ジョージ・キャリアー、スティーヴン・コール・クリーネ、ジョン・マッカーシー
- 1991年 - アルベルト・カルデロン
- 1992年 - アレン・ニューウェル
- 1993年 - マーチン・クルスカル（en:Martin David Kruskal）
- 1994年 - ジョン・コック
- 1995年 - ルイス・ニーレンバーグ
- 1996年 - リチャード・カープ、スティーヴン・スメイル
- 1997年 - シン＝トゥン・ヤウ
- 1998年 - キャサリーン・サインジ・モラウェツ（en:Cathleen Synge Morawetz）
- 1999年 - フェリックス・ブラウダー（en:Felix Browder）、ロナルド・コイフマン（en:Ronald Coifman）
- 2000年 - ジョン・G・トンプソン、キャレン・アーレンベック
- 2001年 - カリャンプディ・ラダクリシュナ・ラオ、エリアス・スタイン
- 2002年 - ジェームス・グリム（en:James Glimm）
- 2003年 - カール・デ・ボーア（en:Carl R. de Boor）
- 2004年 - デニス・サリヴァン
- 2005年 - en:Bradley Efron
- 2006年 - en:Hyman Bass
- 2007年 - レナード・クラインロック
- 2009年 - デヴィッド・マンフォード
- 2010年 - en:Richard A. Tapia、S. R. シュリニヴァーサ・ヴァラダン
- 2011年 - ソロモン・ゴロム、バリー・メイザー
- 2014年 - en:Alexandre Chorin、en:Thomas Kailath、posthumous en:David Blackwell
- 2015年 - ミハイル・アルティン
- 2025年 - イングリッド・ドブシー、en:Cynthia Dwork

## 物理学
- 1963年 - ルイス・ウォルター・アルヴァレズ
- 1964年 - ジュリアン・シュウィンガー、ハロルド・ユーリー、ロバート・バーンズ・ウッドワード
- 1965年 - ジョン・バーディーン、ピーター・デバイ）、レオン・レーダーマン、ウィリアム・ルベイ
- 1966年 - ヤコブ・ビヤークネス、スブラマニアン・チャンドラセカール、ヘンリー・アイリング、ジョン・ヴァン・ヴレック、ウラジミール・ツヴォルキン
- 1967年 - ジェシー・ビームス（en:Jesse Beams）、フランシス・バーチ、グレゴリー・ブライト、ルイス・ハメット、ジョージ・キスティアコウスキー（en:George Kistiakowsky）
- 1968年 - ポール・バートレット（en:Paul Doughty Bartlett）、ハーバート・フリードマン、ラルス・オンサーガー、ユージン・ウィグナー
- 1969年 - ハーバート・ブラウン、ヴォルフガング・パノフスキー
- 1970年 - ロバート・H・ディッケ、アラン・サンデージ、ジョン・クラーク・スレイター、ジョン・ホイーラー、サウル・ウィンスティン（en:Saul Winstein）
- 1973年 - カール・ジェラッシ、モーリス・ユーイング、アリー・ジャン・ハーゲン＝スミット（en:Arie Jan Haagen-Smit）、ヴラディミア・ヘンゼル（en:Vladimir Haensel）、フレデリック・ザイツ、ロバート・ラスバン・ウィルソン
- 1974年 - ニコラス・ブルームバーゲン、ポール・フローリー、ウィリアム・ファウラー、ライナス・ポーリング、ケネス・ピッツァー
- 1975年 - ハンス・ベーテ、ジョセフ・ハーシュフェルダー（en:Joseph O. Hirschfelder）、ルイス・サレット（en:Lewis Hastings Sarett）、ブライト・ウィルソン・Jr.（en:Edgar Bright Wilson）、呉健雄
- 1976年 - サミュエル・ゴーズミット、ハーバート・ガトースキー（en:Herbert S. Gutowsky）、フレデリック・ロッシーニ（en:Frederick Rossini）、ヴェルナール・スオミ、ヘンリー・タウベ、ジョージ・ウーレンベック
- 1979年 - リチャード・P・ファインマン、ヘルマン・マーク（en:Herman Francis Mark）、エドワード・ミルズ・パーセル、ジョン・シンフェルト（en:John H. Sinfelt）、ライマン・スピッツァー、ビクター・ウェイスコプフ
- 1982年 - フィリップ・アンダーソン、南部陽一郎、エドワード・テラー、チャールズ・タウンズ
- 1983年 - マーガレット・バービッジ、モーリス・ゴールドヘイバー（en:Maurice Goldhaber）、ヘルムート・ランズベルク、ウォルター・ムンク、フレデリック・ライネス、ブルーノ・ロッシ、ジョン・ロバート・シュリーファー
- 1986年 - ソロモン・バッシュバウム（en:Solomon J. Buchsbaum）、ホレース・クレーン（en:H. Richard Crane）、ハーマン・フェッシュバッハ、ロバート・ホフスタッター、楊振寧
- 1987年 - フィリップ・アベルソン、ウォルター・エルサッサー、ポール・ラウターバー、ジョージ・ペイク、ジェームズ・ヴァン・アレン
- 1988年 - デービッド・アラン・ブロムレー（en:D. Allan Bromley）、ポール・チュウ（en:Paul Ching Wu Chu）、ウォルター・コーン、ノーマン・ラムゼー、ジャック・シュタインバーガー
- 1989年 - アーノルド・ベックマン、ユージン・ニューマン・パーカー、ロバート・シャープ（en:Robert P. Sharp）、ヘンリー・ストンメル
- 1990年 - アラン・コーマック、エドウィン・マクミラン、ロバート・パウンド（en:Robert Pound）、ロジャー・リベレ（en:Roger Revelle）
- 1991年 - アーサー・ショーロー、エド・ストーン（en:Edward C. Stone）、スティーヴン・ワインバーグ
- 1992年 - ユージン・シューメーカー
- 1993年 - ヴァル・フィッチ、ヴェラ・ルービン
- 1994年 - アルバート・オーバーハウザー、フランク・プレス
- 1995年 - ハンス・デーメルト、ピーター・ゴールドレイク
- 1996年 - ウォーレス・ブロッカー
- 1997年 - マーシャル・ローゼンブルース、マーティン・シュヴァルツシルト、ジョージ・ウェザリル
- 1998年 - ドン・アンダーソン（en:Don Anderson）、ジョン・バーコール
- 1999年 - ジェイムズ・クローニン、レオ・カダノフ
- 2000年 - ウィリス・ラム、エレミア・オストライカー、ギルバート・ホワイト
- 2001年 - マーヴィン・コーエン、レイモンド・デイビス、チャールズ・キーリング
- 2002年 - リチャード・ガーウィン（en:Richard Garwin）、W.ジェイソン・モーガン、エドワード・ウィッテン
- 2003年 - ブレント・ダルリンプル（en:Brent Dalrymple）、リカルド・ジャコーニ
- 2004年 - ロバート・クレイトン（en:Robert N. Clayton）
- 2005年 - ラルフ・アルファー、en:Lonnie Thompson
- 2006年 - ダニエル・クレップナー
- 2007年 - en:Fay Ajzenberg-Selove、Charles P. Slichter
- 2008年 - en:Berni Alder、ジェームズ・E・ガン
- 2009年 - ヤキール・アハラノフ、en:Esther M. Conwell、en:Warren M. Washington
- 2011年 - シドニー・ドレル、サンドラ・フェイバー、en:Sylvester James Gates
- 2012年 - バートン・リヒター、en:Sean C. Solomon
- 2014年 - en:Shirley Ann Jackson
- 2022年 - バリー・バリッシュ、en:Myriam Sarachik
- 2025年 - en:Richard Alley、en:Wendy Freedman、en:Keivan Stassun